# Rudolf Němec (architekt)

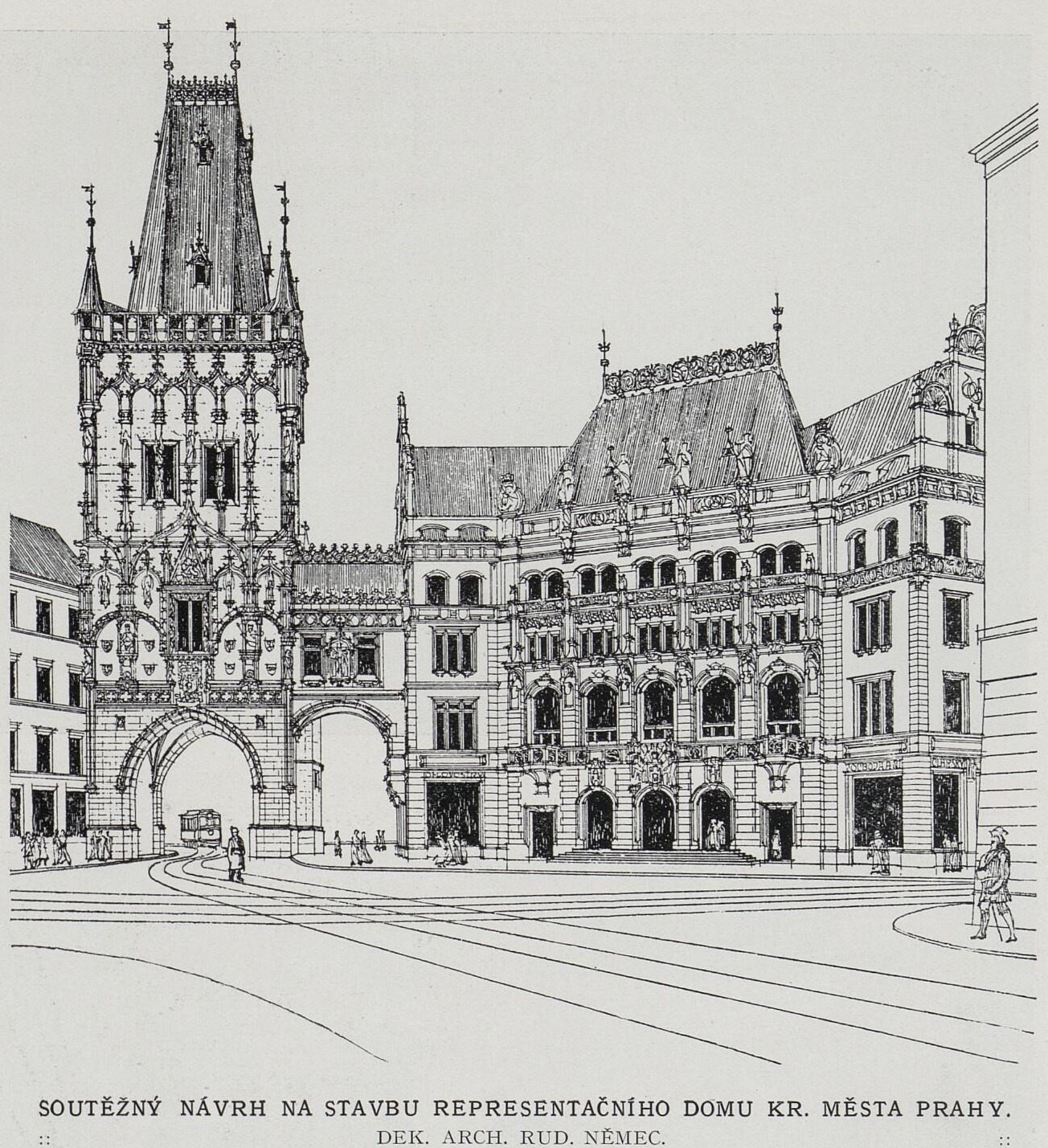
Rudolf Němec, návrh na stavbu Obecního domu Praha (1903)

Rudolf Němec (12. prosince 1871 Slaný – 26. ledna 1914 Hradec Králové) byl český architekt počátku 20. století.

## Život
Rudolf Němec se narodil ve Slaném. V letech 1888–1891 navštěvoval přípravnou Všeobecnou školu pro figurální a ornamentální kreslení a malovaní na Uměleckoprůmyslové škole v Praze a následně v letech 1891–1894 absolvoval tzv. Odbornou školu pro dekorativní architekturu u Friedricha Ohmanna.
V roce 1903 se stal učitelem na odborné škole zámečnické v Hradci Králové, na níž byl od roku 1910 až do své předčasné smrti ředitelem.
Zemřel v 42 letech na srdeční mrtvici.

### Rodinný život
16. srpna 1898 se ve Slaném oženil, za svědka mu byl architekt a kolega Bedřich Bendelmayer. S manželkou Bertou (1876 nebo 1875–??) měl dvě děti (Rudolfa 1898–?? a Boženu 1900–??). Rodina žila v letech 1897–1903 v Praze, jako povolání udával Rudolf Němec „architekt“. 

## Dílo
Je autorem nebo spoluautorem řady budov v Hradci Králové, v Praze, či Plzni, např.:
- 1897–1899 Nájemní dům "U sv. Jiří" či "Belvedere", Praha 7 Holešovice, čp. 675, Kamenická 2, spolu s Bedřichem Bendelmayerem
- 1898 III. místo v soutěži na budovu Měšťanské besedy v Plzni, spoluautoři Bedřich Bendelmayer a Emil Wiechert
- 1898–1899 Nájemní dům "U České královny" (Weinhengstův dům[10]), Hradec Králové, Eliščino nábřeží 310/21, spolu s Bedřichem Bendelmayerem[11]
- 1899, 1902 návrh obnovy kostela Nanebevzetí Panny Marie v Přešticích, spolu s Friedrichem Ohmannem
- po 1906 novobarokní dům čp. 30, Hradec Králové, Velké náměstí
- 1902 II. místo v soutěži na návrh dnešního náměstí Míru, Praha Vinohrady
- 1903 odměna v soutěži na Obecní dům v Praze
- 1903 novobarokní dům čp. 1204, Praha 2 Vinohrady, Římská 37
- 1903 úprava interiéru centrální kaple Nanebevzetí Panny Marie na Svaté Hoře u Příbrami
- 1907 návrh sokolovny v Hradci Králové (stavba pro nedostatek financí nerealizována)[12]
- 1908 přestavba a rozšíření radnice v novorenesančním stylu, Dobruška
- 1908 vila Roberta Schmidta, Třída Karla IV. 346, Hradec Králové[13]
- 1909 restaurace kostela svaté Kateřiny, Dolní Bousov[14]
- 1910 novorománský filiální kostel Neposkvrněného Početí Panny Marie (na Rožberku), Hradec Králové, Slezské předměstí
- 1911–1912 Novobarokní dům záložny "V kopečku" čp. 163, Hradec Králové
- 1913–1914 návrh zábradlí v kostele Panny Marie na Svaté Hoře u Příbrami
- Grandhotel, Hradec Králové, Jiříkova třída, spoluautor Viktor Weinhengst